# Acantopsis octoactinotos
Acantopsis octoactinotos és una espècie de peix de la família dels cobítids i de l'ordre dels cipriniformes.

## Morfologia
- Els mascles poden assolir 9,6 cm de llargària total.[4][5]

## Hàbitat
Viu en zones de clima tropical.

## Distribució geogràfica
Es troba a Indonèsia.